# Not Gonna Get Us
Not Gonna Get Us è un singolo del duo musicale russo t.A.T.u., pubblicato il 18 gennaio 2003 come secondo estratto dal primo album in studio in lingua inglese 200 km/h in the Wrong Lane.
Il singolo ha riscosso successo in tutto il mondo, entrando nella top-ten in Paesi come Austria, Belgio, Finlandia, Irlanda, Italia, Regno Unito e Svezia. La canzone ha inoltre raggiunto la vetta della classifica statunitense Dance Club Songs.

## Descrizione
Versione inglese di Nas ne dogonjat, la canzone è stata scritta da Ivan Šapovalov, Elena Kiper, Valerij Polienko e Sergio Galoyan, ed è stata prodotta da Trevor Horn. Il brano, che incorpora influenze di musica pop, dance-pop, eurodance e rock, parla dell'amore saffico tra due adolescenti che non è accettato dagli altri; le due quindi scappano via per vivere libere il loro amore.
Il singolo fu lanciato in radio a fine 2002 in alcune nazioni europee, dove esisteva anche un CD promo della canzone. In Italia, ad esempio, debuttò radiofonicamente nel novembre del 2002, mentre fu commercializzato in formato fisico a inizio 2003 nella maggior parte d'Europa. La canzone fu anche l'ultimo singolo estratto da 200 km/h in the Wrong Lane nel Regno Unito. Nel 2006 il brano fu incluso nella raccolta del duo The Best.
Il suono dell'aereo presente in modo ricorrente nella canzone può essere considerato un leitmotiv, siccome è utilizzato in diverse canzoni e remix del duo.

### Versione originale russa
Nas ne dogonjat è il titolo della versione originale in russo del brano, pubblicata nel 2001 in Est Europa, dove ha ottenuto molto successo. La canzone è estratta dall'album originale in lingua russa 200 po vstrečnoj, dove è inoltre presente un suo remix, successivamente incluso anche nell'album Remixes. 
Il suo videoclip è simile a quello della successiva versione inglese.

## Accoglienza
La canzone è stata accolta con recensioni miste da parte della critica musicale. Il periodico statunitense Pitchfork ha inserito Not Gonna Get Us alla posizione numero 33 dei cinquanta migliori singoli del 2003.

## Video musicale
Il video musicale di Not Gonna Get Us è una versione modificata della versione originale russa, alterata in modo da rimuovere la sincronizzazione delle labbra, spesso aggiungendo immagini di vetro rotto sopra le immagini delle ragazze che cantano.
Il video inizia con alcune foto segnaletiche di Julia Volkova e Lena Katina che fanno intendere che abbiano fatto qualcosa di illegale. Le ragazze quindi rubano un enorme autocarro e insieme viaggiano lungo un innevato paesaggio siberiano, mentre leggono una mappa. Investono un uomo che lavorava sulla strada (interpretato da Ivan Šapovalov, che ha anche diretto il video). Alla fine della clip vengono mostrate entrambe le ragazze in piedi in cima all'autocarro, abbracciandosi in segno di trionfo. Questa sequenza scopre un'inusuale somiglianza alle sequenze finali del film A 30 secondi dalla fine (Runaway Train), in cui vi recita John Voight, che guida un treno fuori controllo, durante una tempesta di neve.
Il videoclip fu censurato in alcune parti del mondo e sostituto con una versione ripulita. In Italia la première avvenne nel novembre del 2002 a TRL.

## Esibizioni dal vivo
Il brano fu eseguito dalle cantanti in molteplici occasioni e programmi televisivi nel mondo, come Top of the Pops, sia in Italia che nel Regno Unito, e AOL Sessions negli Stati Uniti. La canzone fu inoltre cantata dalle due ragazze agli MTV Movie Awards 2003. In veste di ospiti speciali, le t.A.T.u. cantarono il brano con il Coro dell'Armata Rossa durante la semifinale dell'edizione 2009 dell'Eurovision Song Contest.

## Tracce
Promo CD single (Europa)
1. Not Gonna Get Us (Radio Version) – 3:38
2. Not Gonna Get Us (Album Version) – 4:20

CD single
1. Not Gonna Get Us (Radio Version) – 3:38
2. Not Gonna Get Us (Dave Audé's Extension 119 Vocal Edit) – 3:58

CD maxi single (Europa)
1. Not Gonna Get Us (Radio Version) – 3:38
2. Not Gonna Get Us (Dave Audé's Extension 119 Vocal Edit) – 3:54
3. All the Things She Said (DJ Monk After Skool Special) – 6:04
4. All the Things She Said (Blackpulke Remix) – 4:13
5. Not Gonna Get Us (Video)

UK CD maxi single
1. Not Gonna Get Us (Radio Version) – 3:36
2. Ne ver', ne bojsja (Eurovision 2003 Version) – 3:03
3. All the Things She Said (Running and Spinning Mix by Guena LG & RLS) – 6:12
4. Not Gonna Get Us (Video)

CD single (Giappone)
1. Not Gonna Get Us (Radio Version) – 3:38
2. Not Gonna Get Us (Dave Audé's Extension 119 Vocal Edit) – 3:58
3. All the Things She Said (TV Track - Karaoke Version)
4. Not Gonna Get Us (Video)

US promo CD single
1. Not Gonna Get Us (Radio Edit 01) – 3:33
2. Not Gonna Get Us (Radio Edit 02) – 3:18

US 12"
1. Not Gonna Get Us (Dave Audé's Extension 119 Club Vocal Mix) – 7:18
2. Not Gonna Get Us (Dave Audé's Extension 119 Vocal Edit Mix) – 3:54
3. Not Gonna Get Us (Larry Tee Electroclash Mix) – 6:17
4. Not Gonna Get Us (Richard Morel's Pink Noise Dub Mix) – 7:33
5. Not Gonna Get Us (Richard Morel's Pink Noise Vocal Mix) – 8:09
6. Not Gonna Get Us (Richard Morel's Pink Noise Vocal Edit Mix) – 4:07
7. Not Gonna Get Us (Dave Audé's Velvet Dub Mix) – 7:13
8. Not Gonna Get Us (Dave Audé's Extension 119 Club Dub Mix) – 7:18

## Successo commerciale
Il singolo fu commercializzato in formato fisico in Europa il 3 febbraio 2003, negli Stati Uniti il 5 maggio, nel Regno Unito il 19 maggio e in Giappone l'11 giugno. Debuttò alla posizione numero 7 nel Regno Unito, dove rimase in classifica per dodici settimane, vendendo oltre 43 000 copie nel Paese, e arrivò nella top-ten anche in Irlanda e Scozia, rispettivamente alla posizione numero 10 della Irish Singles Chart e alla numero 8 della Official Scottish Chart.
Nei mercati europei raggiunse buoni risultati, entrando nella top-ten in Svezia, Finlandia, Grecia, Italia, Austria e Belgio, e nella top-twenty nel resto d'Europa, come Francia, Spagna, Germania e Svizzera.
In America raggiunse la posizione 31 nella classifica dance statunitense, mentre la versione remixata da Dave Audé segnò la prima posizione nella stessa classifica, diventando il primo singolo delle t.A.T.u. alla numero 1 negli Stati Uniti. Not Gonna Get Us raggiunse poi il 35º posto come picco massimo nella Mainstream Top 40 statunitense.
In Oceania la canzone debuttò alla numero 11 nella classifica australiana, rimandendo nel grafico per undici settimane e ottenendo il disco d'oro per la vendita di oltre 35 000 copie, mentre in Nuova Zelanda trascorse solo una settimana nella New Zealand Singles Chart, segnando il 25º posto.

## Classifiche

### Classifiche settimanali
| Classifica (2003)   | Posizione massima |
| ------------------- | ----------------- |
| Australia           | 11                |
| Austria             | 5                 |
| Belgio (Fiandre)    | 12                |
| Belgio (Vallonia)   | 10                |
| Brasile             | 55                |
| Europa              | 13                |
| Finlandia           | 3                 |
| Francia             | 18                |
| Germania            | 15                |
| Giappone            | 86                |
| Grecia              | 3                 |
| Irlanda             | 10                |
| Italia              | 4                 |
| Norvegia            | 12                |
| Nuova Zelanda       | 25                |
| Paesi Bassi         | 11                |
| Regno Unito         | 7                 |
| Spagna              | 12                |
| Stati Uniti (dance) | 1                 |
| Svezia              | 9                 |
| Svizzera            | 18                |
| Ungheria            | 25                |

### Classifiche di fine anno
| Classifica (2003)   | Posizione |
| ------------------- | --------- |
| Austria             | 50        |
| Belgio (Fiandre)    | 86        |
| Belgio (Vallonia)   | 45        |
| Regno Unito         | 166       |
| Stati Uniti (dance) | 18        |
| Svezia              | 67        |

## Date di pubblicazione
| Paese                 | Data             | Formato                | Etichetta           | Nota   |
| --------------------- | ---------------- | ---------------------- | ------------------- | ------ |
| Italia                | 30 novembre 2002 | Contemporary hit radio | Interscope          | [ 5 ]  |
| Europa                | 3 febbraio 2003  | CD                     | Interscope          | [ 38 ] |
| Stati Uniti d'America | 21 aprile 2003   | Contemporary hit radio | Interscope          | [ 39 ] |
| Regno Unito           | 19 maggio 2003   | CD                     | Interscope, Polydor | [ 40 ] |
| Giappone              | 11 giugno 2003   | CD                     | Interscope          | [ 41 ] |

## In altri media
La canzone Victims of Love dei Good Charlotte, proveniente dall'album Good Morning Revival, ha campionato la melodia di Not Gonna Get Us. Il brano è stato anche campionato dalla canzone Miss Love Tantei del duo giapponese W.
Nel 2009 il brano è apparso nella colonna sonora del film The Code, con protagonisti Antonio Banderas e Radha Mitchell.
Un remix di Not Gonna Get Us ha accompagnato l'entrata degli atleti russi alle Olimpiadi invernali 2014.

## Cover
- Nel 2004 una cover della canzone realizzata dall'artista eurobeat Dave Rodgers è stata inserita nella compilation Super Eurobeat Vol.147.
- Not Gonna Get Us è stata rivisitata da Maki Nomiya nel suo album del 2005 Party People con la collaborazione del gruppo francese Oui Oui.
- Nel 2014 la cantante statunitense Tori Amos ha cantato il brano durante un suo concerto a Mosca.[43]